# UGPS J0521+3640
UGPS J0521+3640是一顆位於御夫座的光譜分類為T8.5棕矮星。